# Mainu Tongah
Mainu Tongah is een bestuurslaag in het regentschap Serdang Bedagai van de provincie Noord-Sumatra, Indonesië. Mainu Tongah telt 922 inwoners (volkstelling 2010).